# Fratkin
Fratkin je priimek več oseb:
- Boris Abramovič Fratkin, sovjetski general
- Stuart Fratkin, ameriški igralec